# Monochaetia saccardoi
Monochaetia saccardoi är en svampart som först beskrevs av Speg., och fick sitt nu gällande namn av Sacc. & D. Sacc. 1906. Monochaetia saccardoi ingår i släktet Monochaetia och familjen Amphisphaeriaceae.   Inga underarter finns listade i Catalogue of Life.